# 巴伐利亞的海姆特魯德
巴伐利亞的海姆特魯德（德語：Helmtrud von Bayern，1886年3月22日—1977年6月23日），巴伐利亞末代國王路德維希三世的第七女（第五女夭折，形同第六女）。
海姆特魯德終生未婚，1977年於弗拉斯多夫去世，享年91歲。